# Campania Aliaților în România
Campania Aliaților din România a constat în declarația de război și operațiuni aeriene în timpul celui de-al Doilea Război Mondial de către opt țări aliate împotriva României, care era implicată în mod activ pe Frontul de Est în lupta împotriva Uniunii Sovietice.

## Declarații de război
România a declarat război Imperiului Britanic la 6 decembrie 1941 și Statelor Unite la 12 decembrie. Britanicii au returnat declarația de război în decembrie. În vara următoare, 4 iunie 1942, Congresul Statelor Unite a adoptat rezoluții comune prin care declara război României împreună cu Ungaria și Bulgaria. Doi aliați americani, Nicaragua și Haiti, au declarat război României pe 19 și, respectiv, 24 decembrie. România a returnat cu promptitudine aceste declarații. De asemenea, patru aliați britanici au declarat război României: Canada (7 decembrie), Noua Zeelandă (7 decembrie), Australia (8 decembrie) și Africa de Sud (9 decembrie). Cu toate acestea, România nu a returnat niciodată aceste declarații (probabil pentru că cele patru țări au fost văzute drept supuși britanici de către conducerea română).

## Planuri timpurii
Primele planuri axate pe dezactivarea industriei petroliere românești au fost începute de britanici în 1940. Acestea au implicat în principal sabotarea rafinăriilor de către agenții Special Operations Executive (SOE) și colaboratorii români și blocarea exporturilor de petrol de la Dunăre. O încercare nereușită de a bloca exporturile fluviale a avut loc în martie-aprilie 1940. O altă încercare de a distruge câmpurile petroliere cu o companie de ingineri regali a eșuat, de asemenea, deoarece căderea Franței l-a determinat pe regele Carol al II-lea să reconsidere planul de sabotaj. După eșecul acestor încercări, Winston Churchill a cerut un nou plan de atacare din aer a rafinăriilor din Ploiești. Acest plan a fost creat de mareșalul șef al Aerului Cyril Newall și a cerut folosirea a cinci escadroane de bombardieri și o campanie de patru luni în care 25-30% din rafinăriile din Ploiești ar putea fi distruse. Dezvoltarea ulterioară a fost anulată după invazia germană a Greciei în aprilie 1941.

## Operațiuni aeriene

### Forțele Aeriene ale Armatei Statelor Unite

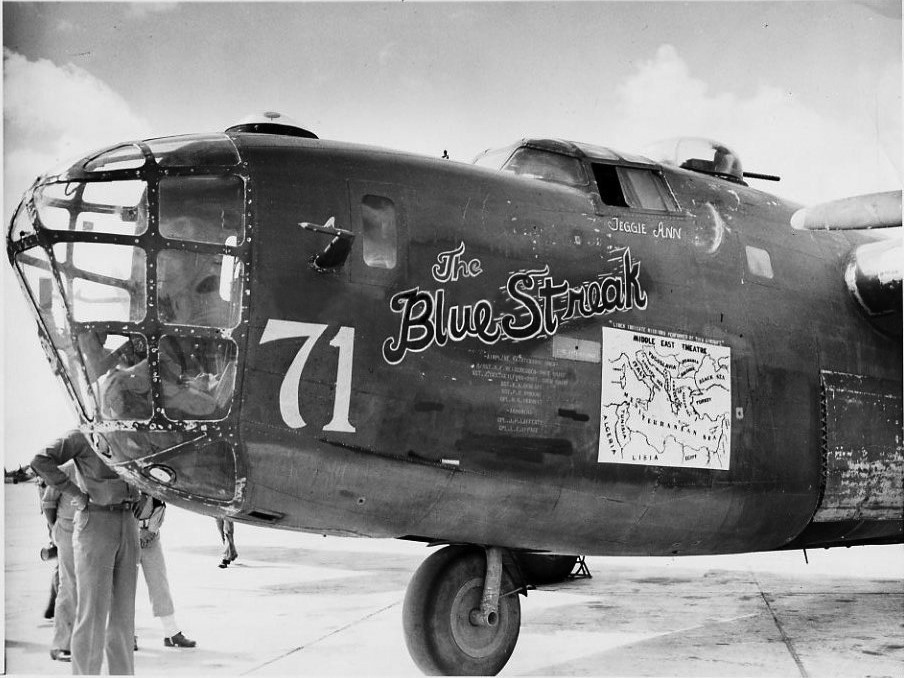
The Blue Streak, unul dintre avioanele B-24 care au bombardat România în 1942

Când Detașamentul Halverson a ajuns în Egipt, planurile au fost date americanilor pentru a conduce operațiunile de bombardare. După ce a declarat război României la 5 iunie 1942, primul atac asupra teritoriului românesc a fost efectuat de Forțele Aeriene ale Armatei Statelor Unite pe 12 iunie. Treisprezece B-24 Liberators au decolat de la RAF Fayid în noaptea de 11 iunie. Ajunse în România în zorii zilei, zece B-24 au atacat rafinăriile de petrol românești de la Ploiești, două au atacat ținte neidentificate și unul a atacat portul Constanța. Prejudiciul cauzat a fost neglijabil. Deși un pilot român de IAR 80 și un pilot german de Bf 109 au susținut că au doborât fiecare un bombardier „ Halifax ”, niciuna dintre cele 13 aeronave nu a fost pierdută deasupra României. Cu toate acestea, cinci avioane au fost pierdute în călătoria de întoarcere la Habbaniyah în Irak.
La începutul anului 1943, la Conferința de la Casablanca, Churchill a reiterat încă o dată importanța atacului rafinăriilor de petrol ale României și a perturbării efortului de război german. Din cauza lipsei de resurse, planificarea a fost amânată până în aprilie 1943, când generalul Henry H. Arnold a însărcinat personalul său să-și reia dezvoltarea.
Cu numele de cod Operațiunea Tidal Wave, atacul din 1 august 1943 a constat într-un raid aerian la scară joasă asupra rafinăriilor de petrol românești de la Ploiești de către 178 de B-24 Liberators neînsoțiți. Peste 50 dintre bombardierele americane au fost pierdute în timpul raidului, dintre care 35 au fost doborâte deasupra României. Forțele Aeriene Regale Române au revendicat 13 avioane americane în timp ce au pierdut doar două avioane de vânătoare, iar Luftwaffe a revendicat 15 bombardiere în România și alte cinci peste Marea Ionică pentru pierderea a cinci avioane de vânătoare.
După Tidal Wave, alte operațiuni de bombardare s-au concentrat pe teatrul mediteranean și pe pregătirile pentru Operațiunea Overlord, invazia Aliaților a Franței. După sfârșitul directivei Pointblank, generalul Carl Spaatz a început eforturile de a viza din nou petrolul german. România producând aproximativ o treime din combustibilul cu octan ridicat al Germaniei naziste necesar luptătorilor germani, rafinăriile Ploiești au fost din nou vizate. În timp ce obiectivele anterioare au fost stabilite pentru a distruge 60-70% din producția de petrol a României, planurile au fost amânate la începutul anului 1944 din cauza generalului Eisenhower și a șefului mareșalului aerian Tedder care insistă să se concentreze asupra „planului aerian Overlord” și să vizeze calea ferată germană. rețea în Franța. Alte deficiențe au fost lipsa luptătorilor de escortă, deoarece P-47-urile nu aveau raza de acțiune, în timp ce P-38-urile sufereau de probleme de performanță. Lipsa luptătorilor de escortă a fost remediată odată cu sosirea lui P-51 Mustang. După ce planul generalului Spaatz a fost autorizat de a începe campania în România în martie, Grupul Aerian al Cincisprezecea a început raiduri pe 4 aprilie 1944, țintind inițial infrastructura feroviară, dar și lovind din neatenție și unele rafinării. La raidurile din 6 aprilie și 9 mai, fabrica IAR din Brașov a fost atacată. În urma acestor două raiduri, producția din Brașov a fost oprită acolo, iar dotările au fost dispersate în alte locații.

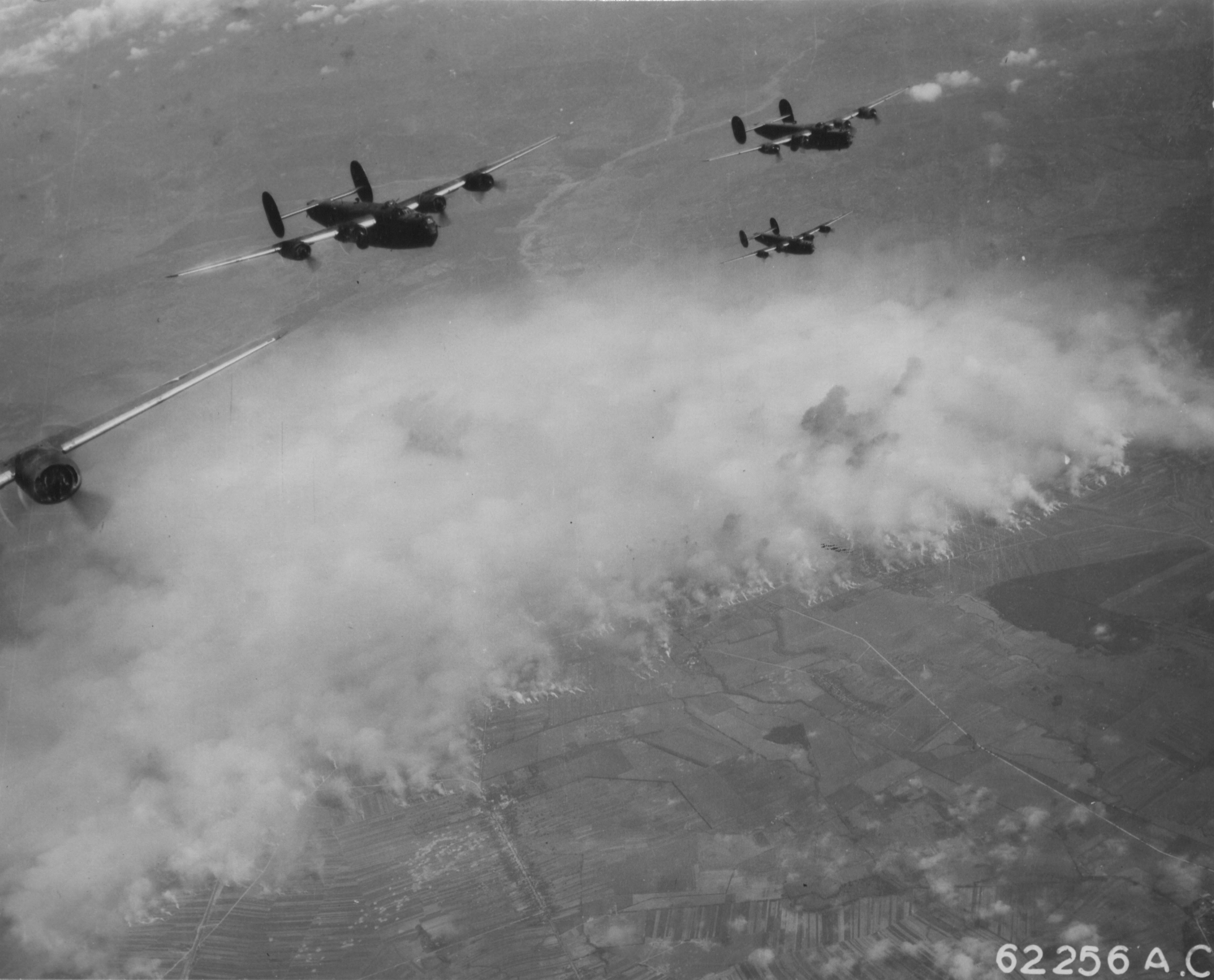
O cortină de fum peste Ploiești

Până în mai 1944, șefii de stat major și mareșalul șef al aerului Tedder au aprobat misiunile campaniei petroliere și raidurile reluate peste Ploiești. Cortinele de fum desfășurate peste oraș s-au dovedit a fi foarte eficiente, iar primele misiuni nu au reușit să provoace daune substanțiale rafinăriilor. Din cauza acestor eșecuri, un alt raid la joasă altitudine a fost efectuat la 10 iunie 1944 de luptătorii P-38 Lightning ai Grupului de Luptă 82 sub escorta Grupului de Luptă 1. În timp ce raidul a avut un succes rezonabil în deteriorarea rafinăriei Româno-Americane, tactica nu s-a repetat din cauza pierderii a 22 din 59 de P-38 care au atins ținta.
La începutul lunii iunie 1944, au început, de asemenea, bombardamenteie în cadrul Operațiunii Frantic. Mai târziu în aceeași lună, Forțele Aeriene din gruparea a 15-a au început să devieze niște avioane de escortă pentru a ataca aerodromurile românești și germane. În timp ce puterea apărării de luptă a continuat să scadă, cortinele de fum și apărarea antiaeriană din jurul Ploieștiului au rămas eficiente. Până în acest moment, apărarea antiaeriană din jurul Ploieștiului consta din peste 78 de baterii grele și ușoare, inclusiv tunuri FlaK 38 de 10,5 cm și FlaK 40 de 12,8 cm, în timp ce Bucureștiul era apărat de aproximativ 47 de baterii grele și ușoare. Ultimele patru raiduri au avut loc între 17 și 19 august. Campania a fost anulată pe 19 august din cauza solicitărilor sovietice, deoarece Armata Roșie era pe cale să lanseze o ofensivă majoră împotriva României.

Bombardierul Eliberator al Escadrilului 178 încărcat cu mine pentru o ieșire pe Dunăre

### Forțele Aeriene Regale
Începând din aprilie 1944, șapte escadroane ale Forțelor Aeriene Regale ale Grupului Nr. 205 staționate pe aerodromurile Foggia au început să desfășoare operațiuni de minare pe timp de noapte pe Dunăre. La misiuni au participat și două escadroane sud-africane (nr. 31 și nr. 34). Operațiuni avea numele de cod „Grădinire”, raidurile au fost efectuate de bombardiere Liberator și Wellington și au avut ca scop perturbarea transportului de petrol pe râu. Primul astfel de raid a avut loc pe 8/9 aprilie cu 50 de Wellington, fiecare transportând câte 500 kilograme (1.100 lb) mine parașutabile. În aceeași lună, un alt raid nocturn a fost efectuat de la mare altitudine împotriva portului Turnu Severin. Din iunie, Bristol Beaufighters din Escadrila 255 a ajutat, de asemenea, efortul împotriva transportului fluvial, atacând barje fluviale.
RAF a desfășurat bombardamente și asupra Bucureștiului și Ploieștiului, primul raid a avut loc peste București în noaptea de 15/16 aprilie. La 2/3 iulie 1944, o forță de bombardiere formată din 31 Wellington, 9 Liberators și 8 Halifax a fost trimisă să atace tancurile de stocare a petrolului din București. Trei bombardiere au fost doborâte de luptători de noapte. În august a avut loc un raid împotriva rafinăriei Româno-Americane cu 61 de bombardiere. Acestea au fost întâmpinate de apărarea anti-aeriană grea româno-germană de asupra țintei și 11 avioane au fost pierdute, precum și un identificator Halifax din Escadrila 614, care a suferit daune ireparabile și a trebuit să fie casat.

## Rezultat

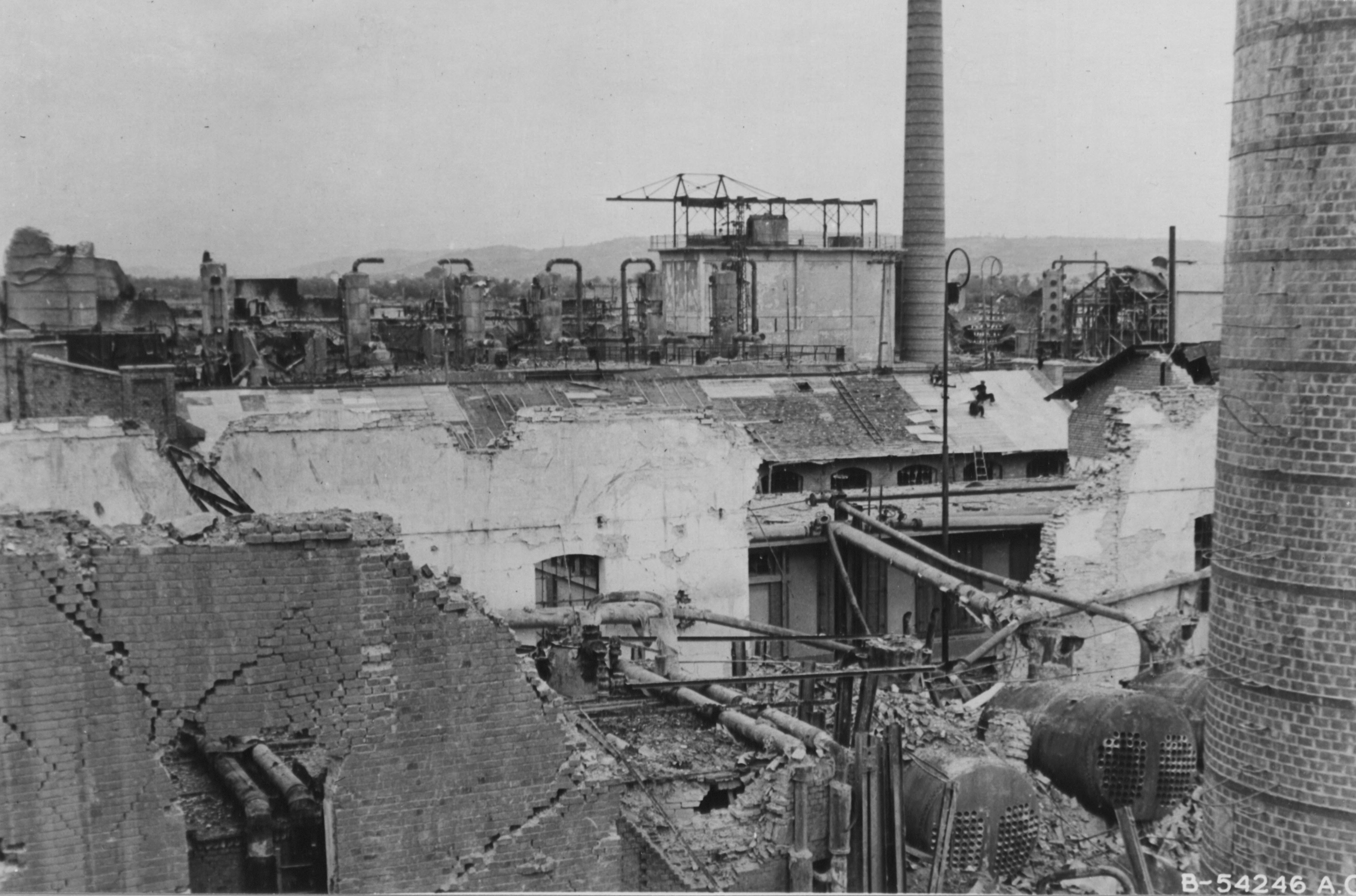
Pagubele suferite de rafinăria Concordia Vega în 1944

În 1944, bombardierele americane au zburat în peste 42 de misiuni de bombardare de zi, în timp ce RAF a efectuat cel puțin 23 de raiduri aeriene de noapte. Cu producția de petrol redusă cu doar 50%, campania sa dovedit în cele din urmă a fi un efort nereușit, deoarece Aliații nu și-au îndeplinit obiectivul de a elimina producția de petrol a României. Campania de bombardament a redus totuși semnificativ exporturile de combustibil către Germania, prin deteriorarea infrastructurii, prin care doar o parte din petrol a ajuns în Germania. Transporturile fluviale au fost, de asemenea, puternic afectate. Până în august, sub 30% din cele 10.000 de tone zilnice de petrol exportate cu nave în Germania au fost bombardate înainte ca ele să poată ajunge la destinație.
În puțin peste un an, de la Operațiunea Tidal Wave și până la anularea campaniei de bombardare din 1944, avioanele românești, ajutate de artileria română, a doborât 259 de avioane aliate (223 de bombardiere și 36 de vânătoare). Forțele germane naziste au doborât încă 66 de avioane aliate. În total, pierderile Aliaților s-au ridicat la 1.706 uciși și 1.123 prizonieri de război. Rata totală de pierderi a aliaților suferită în România a fost de aproximativ șapte procente, față de 3,5 la sută suferită în Europa de Vest. Pierderile aeronavelor românești au fost și ele mari, însumând peste 80 de avioane de vânătoare doborâte. Nu se știe câte echipaje aeriene române au fost ucise, dar unul dintre ei a fost Alexandru Șerbănescu, al doilea cel mai bun as al zborului din România (47 de victime, doborâte pe 18 august).
Spre deosebire de raidurile asupra Germaniei, britanicii și americanii au evitat să ținteze obiective civile în România, deoarece se știa că opinia publică românească era împotriva continuării războiului. În zonele rezidențiale urmau să fie aruncate doar pliante de propagandă, în timp ce raidurile la joasă altitudine de pe Dunăre aveau interzis la folosirea mitralierelor în așezările de-a lungul râului. În ciuda acestor restricții, precizia scăzută a bombelor a provocat numeroase victime civile, cu 7.693 de civili români uciși, dintre care 2.673 la 4 aprilie, când americanii au dat startul campaniei bombardând Bucureștiul. Alți 7.809 civili au fost răniți, iar peste 47.000 au rămas fără adăpost.

## Prizonieri aliați
Prizonierii luați după Tidal Wave au fost internați în Lagărul de prizonieri nr. 14, care se afla în Timișul de Jos. În 1944, un alt lagăr de prizonieri (Lagărul Nr. 13) a fost înființat la București. Amplasat inițial în cazarma Regimentului 6 Garda „Mihai Viteazul” a fost mutat ulterior la Școala de pe strada Sf. Ecaterina.
Toți aviatorii aliați care au fost luați prizonieri în timpul campaniei aeriene au fost repatriați prin transport aerian în Italia în timpul Operațiunii Reuniunea după lovitura de stat din 1944 din România. 1.161 de foști prizonieri dintre care 1.127 americani, 31 britanici, doi olandezi și unul francez au fost evacuați de bombardiere B-17 modificate.

## Operațiuni la sol
Deși nu au implicat în mod direct trupele terestre române, Aliații furnizaseră echipament militar Armatei Roșii prin Lend-Lease. Românii capturaseră câteva tancuri occidentale care fuseseră închiriate sovieticilor: patru M3 Lee, douăzeci și unu de M3 Stuart, patru Valentine Mk III și nouăsprezece tancuri Vickers nespecificate.

## Galerie
|                                                                             |
| Un B-17 Flying Fortress lovit de apărarea antiaeriană deasupra Ploieștiului |

|                                                         |
| Bombardiere B-17 deasupra Ploieștiului pe 28 Iulie 1944 |

|                                          |
| Bombardarea Brașovului pe 16 Aprile 1944 |

|                                       |
| Pompieri stingând flăcări în Ploiești |